# 741821 Lewisknee
741821 Lewisknee è un asteroide della fascia principale interna. Scoperto nel 2006, presenta un'orbita caratterizzata da un semiasse maggiore pari a 2,295906 UA e da un'eccentricità di 0,072322, inclinata di 6,696262° rispetto all'eclittica.